# Niederstätter surPrize
Niederstätter surPrize (bis 2008: Roner surPrize) ist ein europäischer Kleinkunstwettbewerb für Künstler, die ein komisches, ironisches Programm ohne Worte oder mehrsprachig präsentieren. Er wird vom Kleinkunsttheater Carambolage in Bozen (Südtirol, Italien) organisiert und seit 2002 jährlich abgehalten.
Die Preisgelder sind für den 1. Preis 3.000 Euro, für den 2. Preis 2.000 Euro und für den 3. Preis 1.500 Euro.

## Preisträger
2024
- 1. Preis: Julien Cottereau (F)
- 2. Preis: Tridiculous (UKR/RU/ISR/D)
- 3. Preis: Trygve Wakenshaw (NZL)

2023
- 1. Preis: Natalie Reckert (D/GB)
- 2. Preis: Fabrizio Solinas – Cie Little Garden (I/F)
- 3. Preis: Coltelleria Einstein (I)

2022
- 1. Preis: Hilaretto (F)
- 2. Preis: Txema (ES)
- 3. Preis: cie champloO (CH)

2021
- 1. Preis: Jelena Popržan (SRB)
- 2. Preis: inback (D)
- 3. Preis: Peter Shub (USA/D)

2019
- 1. Jurypreis: Ilinastroe (UKR)
- 2. Jury- und Publikumspreis: Bodecker & Neander (D/F)

2018
- 1. Jurypreis: Schubert Theater Wien (A)
- 2. Jurypreis: Boris Bronski (D)
- Publikumspreis: Die Schlagzeugmafia (D)

2017
- 1. Jurypreis: WaKouWa Teatro (CH/ARG)
- 2. Jurypreis: PuntMoc (ES)
- Publikumspreis: Krissie Illing (GB)

2016
- 1. Jurypreis: Compagnie Buffpapier (CH/F)
- 2. Jurypreis: Ifratellicaproni (I)
- Publikumspreis: E1NZ (CH)

2015
- 1. Jury- und Publikumspreis: Trio Trioche (I/ARG)
- 2. Jurypreis: Les Diptik (CH/USA)

2014
- 1. Jury- und Publikumspreis: La Santa Rodilla (I/PE)
- 2. Jurypreis: Loco Brusca (ARG/ES)

2013
- 1. Jury- und Publikumspreis: Muttis Kinder (D)
- 2. Jurypreis: Le Collectif Faim de Loup (I/BE)

2012
- 1. Jurypreis: DUEL (F)
- 2. Jury- und Publikumspreis: Gabor Vosteen (D/HU)

2011
- 1. Jurypreis: Matthias Romir (D)
- 2. Jurypreis: Colette Gomette (F)
- Publikumspreis: Anne Klinge (D)

2010
- 1. Jury- und Publikumspreis: Duo Luna-tic (D/CH)
- 2. Jurypreis: extra art (D)

2009
- Jury- und Publikumspreis: Elastic (BE)

2008
- Jury- und Publikumspreis: Ass-Dur (D)

2007
- Jury- und Publikumspreis: Le mime Daniel (F)

2006
- Jury- und Publikumspreis: Patrik Cottet Moine (F)

2005
- Jurypreis: Paolo Nani (I)
- Publikumspreis: Ohne Rolf (CH)

2004
- Jurypreis: Co. Sous-sol (CH)
- Publikumspreis: Orchester Bürger Kreitmeier (D)

2003
- Jurypreis: Hilde Kappes (D)
- Publikumspreis: Gogol & Mäx (D)

2002
- Jurypreis: Fabian Kachev (F)

- Publikumspreis: Full House (CH)